# Јован Живановић (редитељ)
Јован Живановић (Земун, 20. јануар 1924 — Београд, 11. април 2002) био је југословенски и српски редитељ и сценариста.

## Биографија
Био је један од родоначелника послератне српске кинематографије: сарађивао са њеним пионирима Михајлом Поповићем и Стеваном Мишковићем; учествовао у креирању глумачких величина попут Павла Вуисића и Бате Живојиновића; иницирао оснивање првог филмског предузећа изнад државних кућа попут УФУС-а; први показао да је на домаћем биоскопском терену могуће направити уметнички филм који ће имати и комерцијални успех.
За свој допринос филмској уметности награђиван је највишим државним признањима попут Седмојулске и Октобарске награде.

## Филмографија
| Година | Назив филма/серије               |
| ------ | -------------------------------- |
| 1979   | Радио Вихор зове Анђелију        |
| 1975   | Наивко                           |
| 1972   | И Бог створи кафанску певачицу   |
| 1968   | Узрок смрти не помињати          |
| 1966   | Како су се волели Ромео и Јулија |
| 1965   | Случај бањалучке гимназије       |
| 1965   | Горки део реке                   |
| 1963   | Острва                           |
| 1962   | Чудна девојка                    |
| 1960   | Београдски сајам                 |
| 1958   | Те ноћи                          |
| 1957   | Зеница                           |
| 1955   | Никад ниси сам                   |
| 1955   | Вратио се у завичај              |
| 1953   | Зорка                            |
| 1953   | Пожар на селу                    |
| 1951   | У славу Његоша                   |
| 1950   | Људи из задруге                  |
| 1948   | Први летови                      |